# La Valise ou le Cercueil
Pour l’article homonyme, voir La valise ou le cercueil.
La Valise ou le Cercueil est un documentaire français de Charly Cassan et Marie Havenel, sorti en 2011, qui évoque de manière approfondie, à l'aide d'images d'archives et de témoignages, le départ rapide et massif de 600.000 Pieds-Noirs d'Algérie peu de temps après la signature des accords d'Évian en mars 1962,, du point de vue des rapatriés.
Le titre est une référence directe au slogan « la valise ou le cercueil » qui se trouve déjà dans des tracts du Parti du peuple algérien diffusés dans des boîtes aux lettres à Constantine au printemps 1946,. Ce slogan est par la suite repris par certains nationalistes algériens à l'encontre de la population des Pieds-noirs durant la guerre d'Algérie.
Le film offre une autre lecture de l'histoire de la guerre d'Algérie. De nombreuses interviews réalisées en Algérie, en France et à l'étranger donnent la parole aux victimes et témoins de cette période.
Des associations de rapatriés ont dénoncé la « censure » frappant ce documentaire, dont la diffusion sur Arte ne fut pas retenue.